# Richerenches
Richerenches este o comună în departamentul Vaucluse din sud-estul Franței. În 2009 avea o populație de 672 de locuitori.

## Evoluția populației
| An        | 1975 | 1982 | 1990 | 1999 | 2006 | 2009 |
| --------- | ---- | ---- | ---- | ---- | ---- | ---- |
| Populație | 445  | 466  | 542  | 616  | 691  | 672  |